# Charles Tickner
Charles Tickner (* 13. November 1953 in Lafayette, Kalifornien) ist ein ehemaliger US-amerikanischer Eiskunstläufer, der im Einzellauf startete. Er ist der Weltmeister von 1978.
Tickner, der erst im Alter von 18 Jahren begann, ernsthaft Eiskunstlaufen zu trainieren, wurde nach einigen Rückschlägen 1978 Weltmeister. 1980 gewann er Bronze bei der Weltmeisterschaft und den Olympischen Spielen. Er startete für den Denver Figure Skating Club. Nach Beendigung seiner Amateurkarriere wurde er Profi und ging für fünf Jahre zu Ice Capades. Er ist heute Trainer in verschiedenen Klubs in Nordkalifornien.
Charles Tickner ist seit 1984 verheiratet und hat drei Söhne.

## Ergebnisse
| Wettbewerb / Jahr                | 1974 | 1975 | 1976 | 1977 | 1978 | 1979 | 1980 |
| -------------------------------- | ---- | ---- | ---- | ---- | ---- | ---- | ---- |
| Olympische Winterspiele          |      |      |      |      |      |      | 3.   |
| Weltmeisterschaften              |      |      |      | 5.   | 1.   | 4.   | 3.   |
| US-amerikanische Meisterschaften | 3.   | 3.   | 4.   | 1.   | 1.   | 1.   | 1.   |